# 亞瓜拉帕羅
亞瓜拉帕羅（西班牙語：Yaguaraparo）是委內瑞拉的城鎮，位於該國北部蘇克雷州，是卡希加爾市的首府，始建於1760年11月12日，海拔高度13米，主要經濟活動是種植可可，2001年人口9,051。